# Contea di Julu
La contea di Julu (巨鹿县S, JùlùP) è una contea della Cina, situata nella provincia di Hebei e amministrata dalla prefettura di Xingtai.